# C10orf113
C10orf113 (англ. Chromosome 10 open reading frame 113) – білок, який кодується однойменним геном, розташованим у людей на 10-й хромосомі. Довжина поліпептидного ланцюга білка становить 155 амінокислот, а молекулярна маса — 17 689.
| 10         |  | 20         |  | 30         |  | 40         |  | 50         |
| ---------- |  | ---------- |  | ---------- |  | ---------- |  | ---------- |
| MAKSERRIYS |  | MESMAPEISE |  | DIGCPLAYMR |  | ESVCALLINQ |  | SFFSCVAEMY |
| IPDMNRPGKA |  | ERRAEKGLRP |  | PRKLVGETRR |  | LQSWPTLARW |  | LRRVSFSLYK |
| PPIQAAPEPD |  | PGNWAKSPRL |  | SLGPEGITKG |  | KHGFKFQGIK |  | EKFNVSKKVL |
| KMTFL      |  |            |  |            |  |            |  |            |

A: Аланін

C: Цистеїн

D: Аспарагінова кислота

E: Глутамінова кислота

F: Фенілаланін

G: Гліцин

H: Гістидин

I: Ізолейцин

K: Лізин

L: Лейцин

M: Метіонін

N: Аспарагін

P: Пролін

Q: Глутамін

R: Аргінін

S: Серин

T: Треонін

V: Валін

W: Триптофан

Задіяний у такому біологічному процесі, як альтернативний сплайсинг. 